# 영생고등학교
영생고등학교(永生高等學校)는 대한민국 경기도 수원시 장안구 천천동에 있는 사립 고등학교이다.

## 학교 연혁
- 1903년 4월 2일 : 캐나다 여선교사 마의대가 함흥 낙민정신사라 집에 학생 6명을 수용, '사립 영생여학교' 로 시작
- 1910년 1월 2일 : '사립 영생여학교' 설립인가
- 1956년 9월 1일 : 영생여고보 동창생들이 자금을 모금, 출연하여 모교 재건위원회 발족
- 1978년 4월 4일 : 영생학원 설립
- 1979년 3월 16일 : 모교 재건을 조건으로 한신학원과 재단 합병
- 1990년 1월 16일 : 영생고등학교 인가 (남녀공학 7학급)
- 1990년 3월 1일 : 제1대 서병순 교장 취임
- 1990년 3월 15일 : 개교, 제1회 입학식 (남 208명, 여 150명 계 358명)
- 1991년 3월 29일 : 배구단 창단
- 1993년 2월 12일 : 제1회 졸업식 (남 192명, 여 132명 계 324명)
- 1998년 7월 15일 : 교사 4층 증축(12. 5실)
- 2002년 4월 18일 : 신관 준공(12실)
- 2003년 1월 13일 : 다목적관 증축(10실), 학생 식당 개관(380석 규모)
- 2003년 12월 16일 : 배구부 숙소(비젼하우스) 완공
- 2005년 6월 15일 : 우레탄 다목적구장 준공
- 2010년 3월 2일 : 급식동 증축공사 준공
- 2011년 10월 27일 : 체육관 준공
- 2017년 3월 1일 : 제7대 최일석 교장 취임
- 2024년 1월 5일 : 제32회 졸업식 (남 148명, 여 126명 계 274명) (졸업생 누계 12,824명)
- 2024년 3월 4일 : 제35회 입학식 (남 163명, 여 138명 계 301명)

## 참고 자료
- 영생고등학교 - 한국교육학술정보원 학교알리미